# Leonardo Grassi
Leonardo Grassi (Mascali, 1º maggio 1873 – Catania, 27 gennaio 1961) è stato un filosofo e pedagogista italiano.

## Biografia
Iniziò gli studi ginnasiali presso il seminario di Acireale fino alla terza ginnasiale, proseguendoli poi a Catania, presso il liceo "Nicola Spedalieri".
Assiduo frequentatore della sala lettura dell'Università di Catania, conobbe il poeta Mario Rapisardi, allora nella piena maturità del suo ingegno, cui lo legò una profonda stima ed affinità intellettuale.
Seguendo le orme paterne, conseguì la prima laurea in medicina e chirurgia all'Università di Napoli (1898), con una tesi in psicologia sperimentale dal titolo Intorno alla memoria delle immagini acustiche e visive delle parole in rapporto specialmente al tempo di "fissazione", suggeritagli da Leonardo Bianchi e pubblicata poi sulla Rivista Sperimentale di Freniatria.
Si trasferì, dunque, a Messina dove divenne assistente di Giovanni Weiss, docente di patologia generale in quella Università.
Tuttavia cominciò a provare le prime grosse delusioni per l'inconciliabile contrasto fra le esigenze pratiche della professione, che rischiavano di piegarlo a umilianti compromessi, e le alte aspirazioni della sua anima.
Mutò bruscamente indirizzo, iscrivendosi alla facoltà di scienze naturali, conseguendo così la seconda laurea con Pio Mingazzini sostenendo una tesi intorno ai pesci di Ganzirri e Faro, che poi fu pubblicata su una rivista veneziana.
Mingazzini, chiamato alla cattedra di Bologna, era felice di averlo come assistente, ma di lì a poco morì improvvisamente.
Il suo spirito inquieto cercò altre vie ed altri sbocchi, e così intraprese a frequentare le lezioni che si tenevano nella facoltà di lettere e filosofia dell'Università di Catania, profondamente influenzato dalle precedenti frequentazioni messinesi dove campeggiavano figure come Giovanni Pascoli, col quale strinse amicizia, Giovanni Cesca, Michele Barbi, Augusto Mancini, Roberto Ardigò, del suo discepolo Giovanni Dandolo ed infine dello storico Gaetano Salvemini.
Nel 1904 conseguiva la sua terza ed ultima laurea in filosofia presso l'ateneo catanese, con una tesi pubblicata dall'editore Muglia di Messina, dal titolo L'unità dei fatti psichici fondamentali.
Quindi vinse la cattedra di filosofia nei licei e fu assegnato a Caltagirone dove conobbe e sposò il 25 aprile del 1909 la giovane Giacomina Gerbino appena laureata in lettere classiche alla quale lo legò un profondo amore ed un'intensa affinità d'intelletti.
Fu capitano medico e nell'ultima parte della prima guerra mondiale ebbe la direzione di un ospedale militare di riserva in cui rimase fino alla primavera del 1919.
Ritornato all'insegnamento, venne trasferito a Catania dove fu professore di filosofia presso il liceo "N. Spedalieri" .
Nel 1920 conseguì la libera docenza presso l'Università di Catania dove insegnò filosofia morale.
Iniziò, dunque, un'intensa attività scientifica che vide tra i suoi maggiori corrispondenti Giovanni Gentile e Luigi Sturzo - con i quali intrattenne un copioso carteggio - oltre al letterato Villaroel, Arturo Farinelli, Bernardino Varisco, Giuseppe Fausto Majelli, Pantaleo Carabellese e Luigi Fassò.
Dal 1945 al 1946 fu ideatore e direttore responsabile della rivista Prisma a cui collaborò, tra gli altri, anche Manlio Sgalambro.
Si spense a Catania il 27 gennaio 1961 a 87 anni, nel suo palazzo in Via Firenze.

## Opere e collaborazioni
Tra le opere più significative: 
- Leonardo Grassi, Preludi a un commento alla vita del Faust, Catania, Studio Editoriale Moderno, 1928.
- Leonardo Grassi, Commento alla vita di Faust, Torino, F.lli Bocca Editori, 1932.
- Leonardo Grassi, Preludi storico attualistici alla Critica della ragion pratica, Catania, Crisafulli Editore, 1943.
- Leonardo Grassi, Storia di un medico mancato, Catania, Studio editoriale La Legione, 1935.
- Leonardo Grassi, voce assoluto, Roma, Enciclopedia Treccani, 1930.
- Leonardo Grassi, voce assoluto, Roma, Enciclopedia De Carlo, 1942.
- Collaboratore del Giornale critico della filosofia italiana diretto da Giovanni Gentile
- Direttore responsabile di Prisma una delle riviste culturali-filosofiche catanesi dell'immediato secondo dopoguerra.
- Traduzione inedita, della Critica della ragion pratica di Kant e della Logik und Metafysik del Fischer.

## Premi e riconoscimenti
- Socio della Fondazione Giovanni Gentile per gli Studi Filosofici.
- Socio onorario del Centro di Studi Anglo-Franco-Americani sezione per l'Oriente e componente del comitato nazionale.
- Socio onorario del Centro Italiano Studi Internazionali.

Nel 1966 gli sono state intitolate due scuole medie, una a Mascali in provincia di Catania e l'altra a Catania, tutt'oggi attive ed operanti
Dal 2007 è stato creato il premio "Leonardo Grassi" per la legalità le cui edizioni annuali o biennali si svolgono presso l'istituto comprensivo "Leonardo Grassi" di Mascali.